# Auki
Auki – miasto w Wyspach Salomona; na wyspie Malaita; stolica Prowincji Malaita. 5105 mieszkańców (2009). Znajduje się tu port lotniczy Auki.